# Thomas Lynn
Thomas Lynn (ur. 1774, zm. 1847) – brytyjski marynarz, autor książek i podręczników astronomicznych.

## Życiorys
Urodził się 2 lutego 1774 w Woodbridge, jego ojciec był lekarzem. W wieku 11 lat wstąpił do Brytyjskiej Kompanii Wschodnioindyjskiej, gdzie służył jako marynarz. Po zakończeniu służby marynarskiej w stopniu komandora porucznika został mianowany głównym egzaminatorem astronomii w Kompanii. Założył i prowadził mieszczącą się przy 148 Leadenhall Street w Londynie szkołę morską. Był autorem książek, podręczników i tablic astronomicznych. Zmarł w Dover 2 maja 1847.

## Dzieła
- An Improved System of Telegraphic Communication, London, 1814; 2nd edit. 1818.
- Solar Tables, 1821.
- Star Tables for 1822, etc.
- Astronomical and other Tables, 1824.
- A New Method of finding the Longitude, two editions, 1826.
- Horary Tables for finding the Time by Inspection, 1827; 2nd edit. 1828.
- Practical Methods for finding the Latitude, 1833.
- New Star Tables, 1843.